# Inspektorat Dubno Armii Krajowej
Inspektorat Dubno AK – terenowa struktura Okręgu Wołyń AK. 

## Skład organizacyjny inspektoratu
Struktura organizacyjna podana za Atlas polskiego podziemia niepodległościowego:
- Obwód Dubno AK „Dźwig”
  - Odcinek Dubno
- Obwód Krzemieniec AK „Dzwon”
  - Odcinek Krzemieniec

## Komendanci inspektoratu
- kpt. Jan Józefczak ps. „Hruby” (1943 – lato 1943 )[3] → opuścił Dubno
- por. Józef Malinowski ps. „Ćwik” [a] (lato 1943[4] – )